# Domicijan Karantanski
Domicijan Karantanski (Karantanija, 8. stoljeće - Milštat, oko 802.), vojvoda Karantanije iz vremena Karla Velikoga, i svetac.

## Životopis
Bio je karantanski vojvoda i nasljednik trećeg kršćanskog vojvode Karantanije, Valtunka. Latinski pisano djelo, koje se bavi poviješću Karantanije, "Conversio Bagoariorum et Carantanorum", njegovo ime doduše ne spominje. Kao Valtunkovi nasljednici pak su navedeni vojvode Pribislav, Semika, Stojmir i Etgar. U jeku germanizacije 1907. godine povjesničar Robert Eisler u svom djelu "Legenda o svetom karantanskom vojvodi Domicijanu" negira Domicijanovo postojanje. S njim su se složili mnogi austrijski povjesničari; noviji pak zastupaju mišljenje, da je Domicijan zaista živio i da legenda o njemu i o nastanku Milštatskoga samostana temelji na istinitim događajima. Neki povjesničari smatraju, da se je Domicijan pred svojim krštenjem zvao "Domislav".

## Legenda
»Općenito je poznato da je nekada živio blaženi Domicijan, knez karantanskoga ozemlja, kao što smo našli u napisu na njegovom grobu tako uklesano u kamen: »U imenu Oca i Sina i Svetoga Duha. Ovdje počiva blaženi vojvoda Domicijan, prvi ustanovitelj ove crkve, koji je obratio ovaj narod iz nevjere na kršćanstvo«. Tome je bilo upravo tamo dodano, u koje je vremenu on živio; ipak su bile one riječi uništene zbog nemarnosti i greške starih. Kad ga je krstio sveti Rupert, kao što neki smatraju, ili pak neko od njegovih nasljednika, čemu smo mi više skloni, je došao u milštatski kraj. Tamo je našao neumjereno štovanje idola, što posve jasno pokazuje izvor onoga mjesnog imena. Milštat je naime dobio ime po tisuću kipova, koje je upravo tamo štovao narod, koji je io prevaren drevnom zabludom. Njih je blaženik uništio po primjeru pape Bonifacija i dao, kad je odstranio sve praznovjerje malika, crkvu, koja je bila prvotno dosuđena tisuću idolima, uskoro zatim posvetiti na čast Sviju svetih. Kad je taj bez optužbe pred Bogom i ljudima dopunio tijek svoga života, u kojem se je dobro ponašao te ga sretno završio, kako svjedoče baš njegove zasluge, su položili njegovo poštovanja dostojno tijelo u kapelu pored glavne crkve.«

### Legenda o samostanu
Prema legendi u 8. stoljeću nalazilo se Milštatsko jezero veće od današnjega i te se protezalo sve do okolnih brda. Na jednom od brežuljaka nasuprot današnjem Milštatu je stajalo slovensko gradište, gdje je prebivao Domicijan, poganski vojvoda Karantanije. Domicijan je imao sina, koji se je jednoga dana, usprkos očevoj zabrani i vihornom vremenu krenuo čamcem na jezero.
Kad se sin do narednoga jutra nije vratio te je vojvoda na jezeru primijetio prevrnuti čamac, zapovjedio je svojim podanicima, neka preusmjere vode iz jezera i neka ga prazne sve dok ne nađu sinov leš. Obavezao se, da će na mjestu, gdje će naći tijelo, sagraditi crkvu te se u njoj i sam obratiti na kršćanstvo. Na zapadu od jezera su podanici odstranili cijeli brežuljak, koji je dijelio od rijeke Lizere (njem.: Lieser), tako da je nivo vode upao te su poslije nekoliko dana pronašli mrtvoga sina.
Domicijan se je dao tada krstiti i pored groba svog sina sagradio kršćansku crkvu. Nakon obraćenja je naredio sabrati tisuću kipova poganskih bogova i boginja i baciti ih u jezero. Oko crkve pak je kasnije postepeno nastalo mjesto, koje danas zovemo Milštat (njem.: "Millstatt"). Njegovo ime neka bi izviralo iz legende o Domicijanu i latinskog izraza za tisuću kipova, koje je naredio uništiti u jezeru. Drugi izvode ime mjesta od mlin (njem.: "Mühle"), jer da je bilo oko jezera mnogo mlinova – opet treći od jednog ondašnjeg potoka.

### Arheološka otkrića
Nadgrobna ploča, koja je ležala na grobu, nosi latinski napis. Natpis bi glasio, prema pokusu rekonstrukcije koruškoga arheologa i povjesniičara Franca Glazera ovako:
† HIC•QVIESCIT•DOMITIA

NVS•DVX•QVI•KAROLI•IMP•

TEMPORIBUS•PAGANITA
TEM•DEVICIT•ET•POPVLVM•

AD FIDEM CONVERTIT
U prijevodu: Ovdje počiva vojvoda Domicijan, koji je u vremenu cara Karla pobijedio poganstvo i priveo narod vjeri.
Dugo se mislilo, da je to samo legenda, kada su 1992. kod arheološkog iskopavanja iznenada otkrili u Milštatu komad prvotne ploče koja je bila jednom postavljena nad njegovim grobom te je nalazimo u njegovom životopisu - s dijelom natpisa. Na toj krhotini nalazimo dijelove ovih riječi: quescit, Domicianus, Karoli imp., paganita. Franz Glaser je otkrio, da su to ostaci originalne ploče. Arheolog i povjesničar profesor dr. Franz Glaser je zaključio, da stoga Domicijan nije legendarna, nego prava povijesna ličnost, koja ima svoj "Sitz in Leben" (sjedište u životu); vladao je – prema natpisu – u vrijeme Karla Velikoga. 

## Štovanje
Javno štovanje Domicijana je počelo već rano iza njegove smrti te je dostiglo vrhunac u 15. stoljeću. Na njegovu grobu neka bi se događala mnoga i različita čuda. Postoje izvještaji o svečanim procesijama i nošenju Domicijanovih relikvija. Pričaju o nekom kradljivcu, koji se svojim plijenom zatekao na omiljelom hodočasničkom mjestu, tamo postao nepokretan te ga više nije mogao ostaviti. Narod je vjerovao, da može Domicijanov zagovor ukrotiti divljanje Milštatskoga jezera za vrijeme oluja i da još naročito pomaže kod vrućice.
Od 1405. dalje je u Milštatu poznato Domicijanovo bratstvo. Štovanje svetog Domicijana je naročito poticao Viteški red svetog Jurja. Zaštitniku Koruške su postavili mramorni spomenik. Kad su 1478. Turci kod pljačkanja samostana oštetili nadgrobni kamen, je bio grob obnovljen upotrebom druge, vjerojatno još starije i netaknute nadgrobne ploče. Danas se posmrtni ostaci nalaze u Domicijanovoj kapeli samostanske crkve u Milštatu. 

Domicijan ima još danas posebno mjesto u vjerskom životu u Koruškoj. Njemu na čast obavljaju svake godine 5. veljače spomen u obliku zahvalnih i prosidbenih molitava. Na podstavku usred Milštatskoga jezera danas stoji također 4,20 m visoka plastika talijanskoga autora Giorgia Igneja. Prikazuje Domicijana u trenutku, kada baca u jezero poganskog idola.

## Vanjske poveznice
(slov.)
- Karantanski sveci između historijske istine i političke ideologije
- Miroslav Bertoncelj: Slovenskega svetnika so Avstrijci ponemčili (Slovenskoga sveca su Nijemci ponijemčili)
- Sveti Domicijan, vojvoda i svetac - zaštitnik Karantanije  Arhivirana inačica izvorne stranice od 5. prosinca 2014. (Wayback Machine)
- Hodočašće kod sv. Domicijana u Milštatu
- Viteški red svetoga Jurja u Milštatu  Arhivirana inačica izvorne stranice od 1. rujna 2021. (Wayback Machine)

(njem.)
- Der heilige Domitian und die Entstehung von Millstatt
- Der Millstättersee und die Domitian-Legende. Von Josef Lorber, Seeboden-Graz, März 1912
- Der Sagenhafte Domitian  Arhivirana inačica izvorne stranice od 4. prosinca 2014. (Wayback Machine)
- Domitian von Millstatt  Arhivirana inačica izvorne stranice od 5. prosinca 2014. (Wayback Machine)
- Wer war Domitian?